# میدان دهم دی مشهد
میدان دهم دی مشهد در واقع شده و این اثر در تاریخ ۲۱ بهمن ۱۳۸۷ با شمارهٔ ثبت ۲۴۳۹۴ به‌عنوان یکی از آثار ملی ایران به ثبت رسیده است.
این میدان که در محله ی ارگ مشهد قرار دارد قبل از وقوع انقلاب سال ١٣۵٧ میدان سوم اسفند نام داشت که بعد از انقلاب نام ده دی برای آن برگزیده شد. این نام اشاره به وقایع انقلاب مشهد در سال ١٣۵٧ دارد.

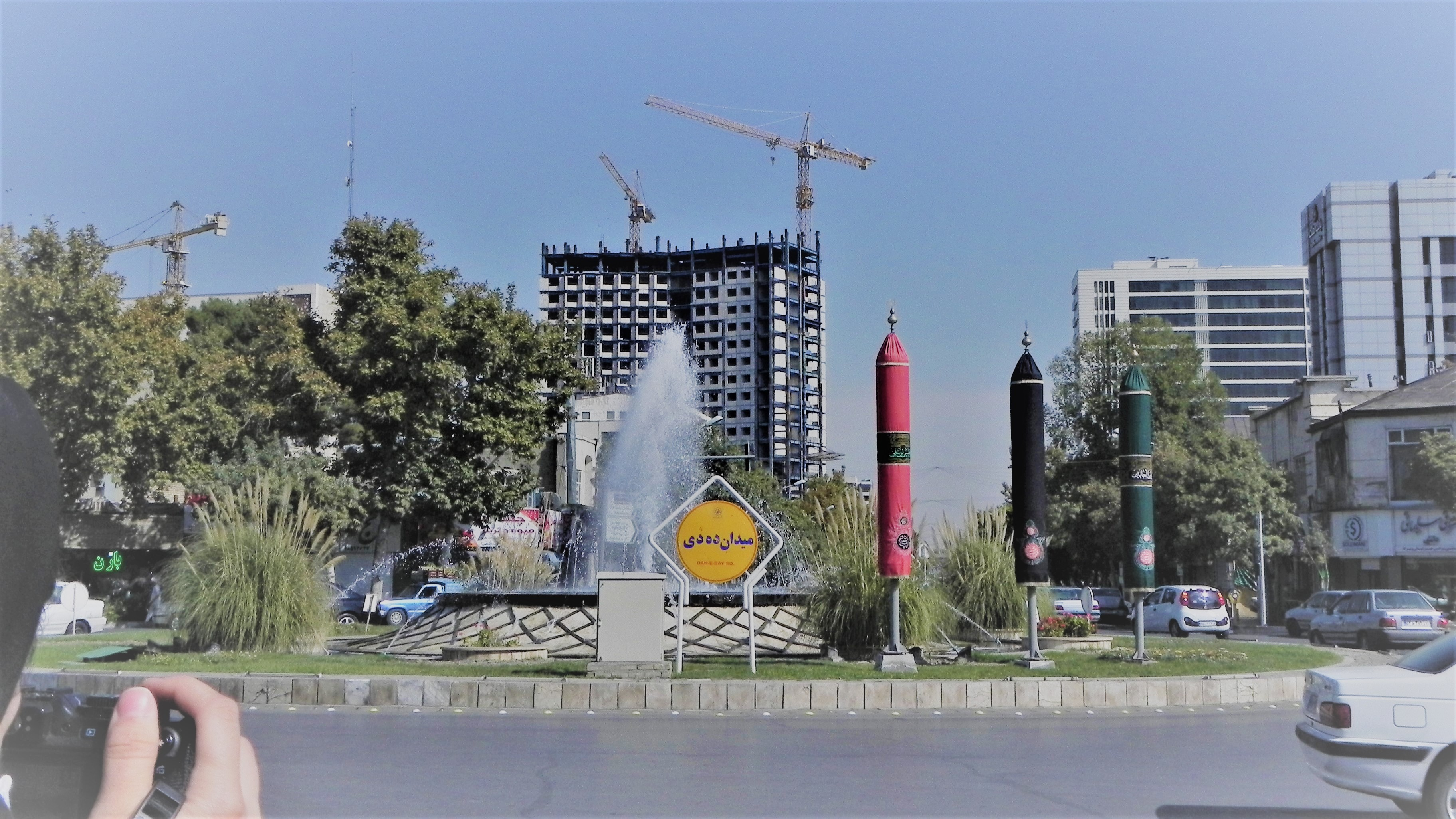
میدان ده دی